# Laoküla, Saaremaa
Laoküla är en by i Saaremaa i västra Estland. Byn ligger i Ösels kommun på Ösel. Laoküla hade 33 invånare vid folkräkningen år 2021, på en yta av 2,29 km².
Fram till 2017 låg byn i kommunen Lääne-Saare och innan 2014 tillhörde den kommunen Kaarma.